# Ludvik II. Jagelo
Ludvik II. (madžarsko: II. Lajos, češko: Ludvík Jagellonský, hrvaško: Ludovik II.), ogrsko-hrvaški in češki kralj, * 1. julij 1506, Budim, Ogrsko kraljestvo, † 29. avgust 1526, Mohač, Ogrsko kraljestvo.

## Mladost
Ludvik je bil sin Vladislava Jagelonskega in njegove tretje žene Ane DeFoix-Candale. 
Ogrsko-hrvaški in češki prestol je zasedel po očetovi smrti leta 1516. Ker je bil star komaj deset let, ga je posvojil cesar Svetorimskega cesarstva Maksimilijan I.. Po Maksimilijanovi smrti leta 1519 je zanj skrbel Georg von Hohenzollern, mejni grof Brandenburg-Ansbacha.

## Vladanje
Ludvik je kot vitez Reda zlatega runa prisegel zvestobo Habsburžanom. 29. avgusta 1526 je poveljeval svoji vojski v bitki pri Mohaču proti sultanu Osmanskega cesarstva Sulejmanu I. in doživel popoln poraz. Na begu je pri prečkaju manjše reke padel s konja in zaradi težkega oklepa utonil. 

## Družina
Leta 1522 se je poročil s princeso Marijo Habsburško, vnukinjo Maksimilijana I., kot je bilo dogovorjeno na dunajskem kongresu leta 1515, njegova sestra Ana pa se je  poročila z nadvojvodo Ferdinandom Avstrijskim, kasnejšim cesarjem Ferdinandom I. V zakonu ni imel otrok, zato je bil za njegovega naslednika izvoljen Ferdinand I. Za ogrski prestol se je potegoval tudi Ivan Zapolja, ki je kot osmanski varovanec vladal tistemu delu Ogrske, ki so ga osvojili Osmani.
Ludvik je pred poroko najbrž imel nezakonskega sina Ivana (madžarsko: János) z materino bivšo dvorno damo Angelito Wass. Njegovo ime se v dunajskih virih pojavlja kot János Wass ali János Lanthos. Beseda lanthos pomeni igralca na lutnjo ali barda, zato se njegov drugi priimek morda nanaša na njegov poklic. Preživljal se je z dohodki, ki jih je redno dobival iz kraljeve zakladnice. 

## Sklic
1. 1 2  Magyar életrajzi lexikon — Budapest: Akadémiai Kiadó, 1967.
2. ↑  Louis II. (2009), Encyclopædia Britannica. Pridobljeno dne 24. aprila 2009 iz Encyclopædia Britannica Online

## Vira
- Hermann Markgraf: Ludwig II. (König von Ungarn und Böhmen). In: Allgemeine Deutsche Biographie (ADB), 19, Duncker & Humblot, Leipzig 1884, str. 527–529.
- Takáts, Sándor: II. Lajos király fia (A Son of King Louis II Jagiellon), Századok (Periodical Centuries) 1903, str. 183–185.